# Philipp Wende
Philipp Wende (* 4. Juli 1985 in Wurzen) ist ein deutscher Ruderer. 2012 und 2016 gewann er die Goldmedaille bei den Olympischen Spielen im Doppelvierer, außerdem den Weltmeistertitel 2015 in derselben Bootsklasse.

## Leben
Philipp Wende begann 1998 mit dem Rudersport. Erstmals international in Erscheinung trat er mit 24 Jahren, als er im Doppelvierer zusammen mit René Bertram, Daniel Makowski und René Burmeister bei den Europameisterschaften in Brest antrat und den vierten Platz belegte.
2011 siegte der 1,99 Meter große Ruderer von der Wurzener Rudervereinigung Schwarz-Gelb in München bei seiner ersten Weltcup-Regatta überhaupt, nachdem er zusammen mit Tim Grohmann, Karl Schulze und Lauritz Schoof bereits den deutschen Meistertitel im Doppelvierer gewonnen hatte. Schulze, Wende, Schoof und Grohmann belegten den zweiten Platz beim Weltcup in Hamburg und gewannen in Luzern. Bei den Weltmeisterschaften in Bled erhielten die vier Ruderer die Silbermedaille hinter dem australischen Boot. Bei den Olympischen Spielen 2012 gewann die Mannschaft in unveränderter Besetzung in London die Goldmedaille im Doppelvierer.
2013 legte Wende eine Pause vom internationalen Spitzensport ein. Er konzentrierte sich auf sein Studium, wurde Deutscher Hochschulmeister im Einer und ging danach in derselben Bootsklasse bei der Sommer-Universiade 2013 in Kasan an den Start, wo er Platz 7 belegte. Ab 2014 wurde er wieder Teil des deutschen Doppelvierers, mit dem er die Bronzemedaille sowohl bei den Europameisterschaften in Belgrad als auch bei den Weltmeisterschaften in Amsterdam gewinnen konnte. 2015 belegte die Mannschaft verletzungsbedingt nur den sechsten Rang bei den Europameisterschaften. Zum Saisonhöhepunkt bei den Ruder-Weltmeisterschaften am Lac d’Aiguebelette konnte die Mannschaft mit Karl Schulze, Philipp Wende, Lauritz Schoof und Schlagmann Hans Gruhne den WM-Titel gewinnen. Im Jahr darauf gewann die Crew auch die Goldmedaille bei den Olympischen Spielen in Rio de Janeiro.
Philipp Wende studierte an der Technischen Universität Bergakademie Freiberg; im Jahr 2013 schloss er sein Studium erfolgreich als Diplomingenieur für Geotechnik und Bergbau ab.
Im März 2017 beendete Philipp Wende seine sportliche Laufbahn und begann seine Berufstätigkeit als Diplomingenieur. Der Sportler ist der Sohn der beiden Rudersportler Ines Wende und Stefan Wende. Seit Herbst 2015 ist Philipp Wende mit Jenny Wende verheiratet, die Eheleute haben einen Sohn (* 2017).

## Erfolge
- 2011: Silbermedaille bei den Weltmeisterschaften im Doppelvierer
- 2012: Goldmedaille bei den Olympischen Sommerspielen im Doppelvierer
- 2014: Bronzemedaille bei den Europameisterschaften im Doppelvierer
- 2014: Bronzemedaille bei den Weltmeisterschaften im Doppelvierer
- 2015: Goldmedaille bei den Weltmeisterschaften im Doppelvierer
- 2016: Goldmedaille bei den Olympischen Sommerspielen im Doppelvierer

## Ehrungen
Philipp Wende wurde im Januar 2013 für seine sportlichen Verdienste mit der Ehrenbürgerschaft seiner Geburtsstadt Wurzen geehrt.
Für seine sportlichen Erfolge wurde Wende am 1. November 2016 von Bundespräsident Gauck mit dem Silbernen Lorbeerblatt ausgezeichnet.

## Veröffentlichungen
- Haig Latchinian: Quarzporphyr statt Olympiagold: Sportsmann Wende wird Bergmann, online sowie als ganzseitiger Bericht („Thema des Tages“) in der Druckausgabe der Leipziger Volkszeitung, Ausgabe Muldental, 5. Januar 2017, Seite 27
- Kai-Uwe Brandt: Wurzen empfängt seinen Goldhelden, ganzseitiger Zeitungsbericht. Leipziger Volkszeitung, Ausgabe Muldental, 27. August 2016, Seite 31
- Haig Latchinian: Wurzens Goldjunge Philipp Wende ist wieder daheim - 30-jähriger Ruderer holt im Doppelvierer WM-Titel, Bericht plus Kommentar Der nette Philipp von nebenan.  Leipziger Volkszeitung, Ausgabe Muldental, 10. September 2015, Seite 25